# Cobertes inferiors
"Cobertes inferiors" (títol original en anglès "Lower Decks") és el quinzè episodi de la setena temporada, i el 167è de tota la sèrie, de la sèrie de televisió de ciència-ficció estatunidenca Star Trek: La nova generació. Es van emetre originalment el 7 de febrer de 1994 en redifusió als Estats Units. Va ser escrit per René Echevarria i dirigit per Gabrielle Beaumont.
Ambientada al segle XXIV, la sèrie segueix les aventures de la tripulació de la nau de la Flota Estel·lar de la Federació Enterprise-D sota el comandament del capità Jean-Luc Picard. En aquest episodi, durant el procés d'avaluació de l'ascens de l'Enterprise, quatre oficials subalterns es troben involucrats en una missió ultrasecreta.
Aquest episodi destaca per centrar-se en un grup d'oficials subalterns de l'Enterprise, en lloc dels oficials superiors que formen el repartiment principal de la sèrie, i pel seu impacte emocional. L'oficial subaltern mort en aquest episodi ja havia estat presentat a l'episodi "El primer deure". Ha estat ben valorat entre els episodis de la sèrie.

## Argument
Quatre joves alferes de l'"Enterprise" troben que la seva amistat es tensa durant les avaluacions de personal. Dos dels amics, Sam Lavelle i la bajorana Sito Jaxa, descobreixen que estan sent considerats per a la mateixa feina. Acompanyats pel seu amic Ben, un civil que treballa de cambrer, s'assabenten que els ascensos semblen ja decidits per als seus altres dos amics, la infermera Alyssa Ogawa i l'enginyer vulcanià Taurik.
Worf aviat detecta una càpsula d'escapament dins de l'espai cardassià], que està fora dels límits de l'"Enterprise", i Geordi i Taurik treballen per transportar el passatger a bord enmig d'una capa de secret. Taurik crema el casc d'una llançadora amb foc de faser seguint les instruccions de Geordi, i dedueix que l'objectiu és fer que la nau sembli que ha patit danys mentre fugia d'un atac.
Impressionada per l'actuació d'Ogawa, Beverly Crusher decideix recomanar-la per a un ascens. Ordena a Ogawa que no reveli el que està a punt de veure a la infermeria, i la Dra. Crusher la porta on han pujat a bord un cardassià ferit.
El capità Picard renya Sito pel seu paper en un escàndol de l'Acadèmia de la Flota Estel·lar. Surt de la reunió exasperada, ja que Picard l'ha deixat sense l'oportunitat de defensar-se. Tenen lloc un parell de partides de pòquer, una amb els oficials superiors i una altra amb els oficials subalterns, amb Ben anant d'un a l'altre. Durant la partida dels superiors, el Comandant Riker i Worf discrepen sobre si Lavelle o Sito han de ser ascendits, i Riker assenyala que Lavelle sembla massa disposat a complaure. Les consideracions sobre els ascensos es veuen interrompudes per una desconcertant missió secreta en què tots menys Lavelle estan involucrats. Exclòs del bucle, Lavelle es convenç que això és un senyal que no serà ascendit.
Després d'impartir una classe d'arts marcials, Worf diu a Sito que es quedi i faci una prova d'admissió al seu curs avançat. Li tapa els ulls i s'enfronta a una baralla individual. Sito no pot aturar els atacs de Worf, cosa que afegeix insult a la seva ja malmesa autoestima, però finalment s'hi planta, dient que la prova és injusta. Worf admet que aconseguir que ella es defensi quan està sent jutjada injustament era el que ell pretenia des del principi. Ella utilitza la seva nova confiança per confrontar Picard sobre el seu interrogatori anterior. Per  sorpresa de Sito, Picard admet que el seu propòsit era avaluar tant el seu creixement personal com la seva possible preparació per a una perillosa missió secreta. També afirma que havia demanat específicament la seva assignació a la nau perquè tingués una oportunitat justa. Sito s'ha de fer passar per captiva de Joret Dal, el cardassià ferit portat a la infermeria. Joret és en realitat una agent de la Federació que acaba de lliurar informació vital a la Flota Estel·lar i ara ha de tornar a Cardàssia. El pla és que Joret i Sito entrin a l'espai cardassià en la llançadora "robada" danyada per Taurik, i que Joret enviï Sito "escapant" de tornada a l'altra banda de la frontera en una càpsula d'escapament. Reconeixent els riscos, Sito accepta la missió i marxa a preparar-se.
Quan la càpsula d'escapament de Sito no arriba al punt de trobada preestablert després de 32 hores, Picard ordena que es llanci una sonda a l'espai cardassià, tot i haver estat advertit que fer-ho podria considerar-se una violació del tractat. La sonda detecta restes disperses que semblen ser les restes d'una càpsula d'escapament d'una llançadora de la Flota Estel·lar. L'"Enterprise" intercepta més tard les comunicacions cardassianes que informen que una presonera bajorana va dominar el seu captor cardassià i va intentar abandonar l'espai cardassià en una càpsula d'escapament, que després va ser destruïda, sense deixar supervivents. El capità Picard anuncia la mort de la Sito durant el discurs general de la nau, per a sorpresa i horror dels seus amics.
Més tard a Ten Forward, els amics de Sito estan desanimats, lamentant la seva pèrdua mentre celebren amb tristor l'ascens de Lavelle. Ben s'adona que Worf està lamentant la mort de la Sito en una taula solitària a l'altre extrem de Ten Forward. Worf rebutja l'intent de Ben de fer que s'uneixi als oficials subalterns, preocupat que no sigui benvingut, ja que era l'oficial al comandament de Sito. Ben assegura a Worf que Sito el considerava un amic personal, i Worf es trasllada a la taula dels subalterns i és benvingut per ells.

## Actors invitats
- Dan Gauthier – Sam Lavelle
- Shannon Fill – Sito Jaxa
- Alexander Enberg – Taurik
- Bruce Beatty – Ben
- Patti Yasutake – Alyssa Ogawa
- Don Reilly – Joret Dal

## Producció
L'episodi està inspirat en part en la sèrie de televisió britànica A dalt i a baix, que descriu la vida en una llar britànica de classe alta des de la perspectiva tant dels amos com dels seus servents. La història bàsica va ser escrita per Ronald Wilkerson i Jean Louise Matthias. René Echevarria va desenvolupar un guió a partir d'això; també va ser idea seva explicar la història en gran part des de la perspectiva dels guardiamarines. Aleshores va esclatar una discussió dins de l'equip de guionistes sobre fins a quin punt els personatges principals de la sèrie havien de passar a un segon pla. Michael Piller finalment va decidir que seria una bona idea explicar l'episodi completament des de la perspectiva dels guardiamarines. Hi va haver una breu consideració de tenir Reginald Barclay com un dels personatges principals d'aquest episodi. Aleshores va ser substituït pel cambrer Ben.Si "Star Trek: La nova generació" s'hagués renovat per a una vuitena temporada, Taurik s'hauria convertit en un personatge secundari recurrent.

## Llançaments de vídeo domèstic
Aquest vídeo es va publicar al Japó en LaserDisc el 9 d'octubre de 1998 com a part de la col·lecció de mitja temporada Log.14: Seventh Season Part.2. Aquest conjunt incloïa episodis des de "Cobertes inferiors" fins a la segona part de "Totes les coses bones...", amb pistes d'àudio en anglès i japonès.

## Recepció
"Cobertes inferiors" ha estat classificat constantment entre els millors episodis de Star Star Trek: La nova generació i a la franquícia Star Trek. Grunge.com va assenyalar que el final de "Cobertes inferiors" és un dels moments més tristos de Star Trek, i Screen Rant el van incloure a la seva ressenya dels moments més commovedors de la franquícia.
El llibre del 2012, Star Trek: The Next Generation 365 assenyala que "Cobertes interiors" va ser un exemple primerenc d'una història contínua a Star Trek, amb la història de Sito Jaxa com a continuació de "El primer deure", anteriorment a la sèrie.
Keith DeCandido va qualificar l'episodi a "tor.com" el 2013 com un dels millors episodis de "Star Trek: La nova generació". Sempre li va semblar problemàtic que, tot i que les sèries de Star Trek estan ambientades en naus i estacions espacials amb centenars o milers de tripulants, el mateix petit grup de persones sempre faci tota la feina. Per tant, va pensar que era fantàstic que "Cobertes inferiors" trenqués amb aquest patró i transmetés la sensació d'una comunitat molt més gran a l'"Enterprise". DeCandido va trobar molt interessant com de diferent interactuen els alferes individuals amb els oficials superiors: mentre que Sito i Lavelle mantenen una relació molt distant amb els oficials superiors del pont, la iniciativa de Taurik és ben rebuda fins a cert punt per La Forge, i Ogawa fins i tot té una relació amistosa amb la Dra. Crusher. DeCandido troba que Worf ocupa un paper mediador interessant. DeCandido també va trobar que el personatge del civil Ben estava ben elaborat. DeCandido va elogiar l'actuació tant del repartiment convidat com del principal.
El 2016, The Hollywood Reporter va qualificar "Cobertes inferiors" com el 50è millor episodi de televisió de tota la franquícia televisiva de Star Trek abans de Star Trek: Discovery. El maig de 2019, el van classificar entre els 25 millors episodis de Star Trek: La nova generació, assenyalant que desviava el focus del repartiment principal habitual d'oficials del pont i explorava les tensions entre els alienígenes de Star Trek de Bajor i Cardàssia.
El 2016, Empire el va classificar com el 49è millor dels 50 millors episodis de tots els més de 700 episodis de televisió de "Star Trek". Va comentar que l'episodi era un canvi de ritme per a la sèrie al final de la seva emissió, centrant-se en un nou grup de personatges i mostrant com interactuaven amb el repartiment principal.
El 2017, Den of Geek va classificar "Cobertes inferiors" com un dels deu episodis més innovadors de la sèrie. Van assenyalar com va atreure el públic a preocupar-se per l’alferes, mentre que normalment la pèrdua de la tripulació no connectava amb el públic de la mateixa manera. El mateix any, van classificar l'episodi com un dels 25 episodis "imprescindibles" de Star Trek: La nova generació.
El 2018, Io9 va suggerir utilitzar aquest episodi com a concepte per a una nova sèrie de Star Trek centrada en la tripulació de rang inferior a bord d'una nau espacial. Uns mesos més tard es va anunciar que començaria la producció d'una nova sèrie animada, Star Trek: Lower Decks.
El 2019, Screen Rant va classificar "Cobertes inferiors" com el cinquè millor episodi de Star Trek: La nova generació, i novament el 2020.
Variety va classificar "cobertes inferiors" com un dels 15 millors episodis de Star Trek: La nova generació.
El 2019, The Hollywood Reporter va classificar "Cobertes inferiors" com un dels 25 millors episodis de la sèrie. Assenyalen com l'episodi es va centrar en personatges de rang inferior a la nau estel·lar per variar, i també es va vincular al conflicte bajorà-cardassià de l'univers.

## Influència
"Cobertes inferiors" va resultar influent en guionistes de televisió posteriors. A les seves "Production Notes: Doodles in the Margins of Time" (2007), el productor executiu de Doctor Who Russell T Davies va citar "Cobertes inferiors" juntament amb l'episodi de Buffy the Vampire Slayer "The Zeppo" com a influència en el seu episodi de Doctor Who del 2006 "Love & Monsters". L'episodi va proporcionar un format televisiu que va arribar a ser conegut com a "Doctor-lite episode", una tradició anual per a Doctor Who des del 2006.
"Cobertes inferiors" va inspirar la premissa i el títol de la sèrie Star Trek: Lower Decks, una sèrie de comèdia animada ambientada a l'univers Star Trek que també se centra en oficials subalterns d'una nau de la Flota Estel·lar. La quarta temporada de la sèrie presenta un arc argumental que involucra personatges d’ "El primer deure", en què l'amistat del personatge principal Beckett Mariner amb Sito serveix com a font d'angoixa de llarga durada després de la mort de Sito. Shannon Fill va repetir el paper de Sito Jaxa en un salt enrere durant aquest temps.

## Exnllaços externs
- Lower Decks a Memory Alpha